# Карвиль (Кальвадос)
Карви́ль (фр. Carville) — коммуна во Франции, находится в регионе Нижняя Нормандия. Департамент коммуны — Кальвадос. Входит в состав кантона Ле-Бени-Бокаж. Округ коммуны — Вир.
Код INSEE коммуны — 14139.

## Население
Население коммуны на 2010 год составляло 374 человека.
| 1962 | 1968 | 1975 | 1982 | 1990 | 1999 | 2010 |
| ---- | ---- | ---- | ---- | ---- | ---- | ---- |
| 407  | 394  | 360  | 324  | 312  | 302  | 374  |

## Экономика
В 2010 году среди 218 человек трудоспособного возраста (15—64 лет) 169 были экономически активными, 49 — неактивными (показатель активности — 77,5 %, в 1999 году было 72,6 %). Из 169 активных жителей работали 154 человека (84 мужчины и 70 женщин), безработных было 15 (6 мужчин и 9 женщин). Среди 49 неактивных 17 человек были учениками или студентами, 21 — пенсионерами, 11 были неактивными по другим причинам.